# Pink (manga)
Pink (ピンク?, Pinku), sottotilato The Rain Jack Story, è un manga di Akira Toriyama del 1982 edito su Fresh Jump.

## Trama
Pink è una giovane ragazza che, accompagnata dal mostro Black, vive nel deserto e per mantenersi ruba l'acqua alla Silver Company, compagnia che ha il monopolio dell'acqua in tutta la zona, ed è quindi ricercata dalla polizia. Lo sceriffo Cobalto Blu si mette subito sulle sue tracce, rimanendone affascinato. Alla fine si scoprirà la verità: la Silver Company aveva rapito il dio del fulmine che provocava i temporali e lucrava sulla siccità che colpiva la città. Alla fine, però, l'euforia del dio appena liberato porterà ad un'alluvione.

## Media

### Manga
Pubblicato inizialmente su rivista, il manga è stato poi raccolto nel secondo volume di Toriyama World del 1988 e successivamente nel secondo volume di Akira Toriyama - Menu à la Carte del 2008, ambedue editi da Star Comics rispettivamente nel 1999 (secondo volumetto del formato italiano) e nel 2012.

### Anime
Nel 1990 la Toei Animation realizza un cortometraggio animato ispirato al manga, dal titolo  Pink: Mizu dorobō ame dorobō (ＰＩＮＫ みずドロボウ あめドロボウ?). L'anime è stato proiettato per la prima volta il 7 luglio 1990 alla fiera dell'animazione Toei insieme ad altri due ispirati sempre alle opere di Toriyama: Kennosuke-sama e Dragon Ball Z: La grande battaglia per il destino del mondo. È stato poi distribuito in home video nel maggio 1994 insieme a Kennosuke-sama.